# MÁV-Baureihe Camot
Die vierachsigen Dieseltriebwagen der MÁV-Baureihe Camot wurden von der Firma Ganz & Co. zur Beförderung von leichten Schnellzügen und mittelschweren Personenzügen an die ungarische Staatsbahn MÁV geliefert. Die Fahrzeuge entsprachen in der Ursprungsausrüstung von ihrer Maschinenausrüstung her einem verdoppelten Árpád-Triebwagen.

## Geschichte

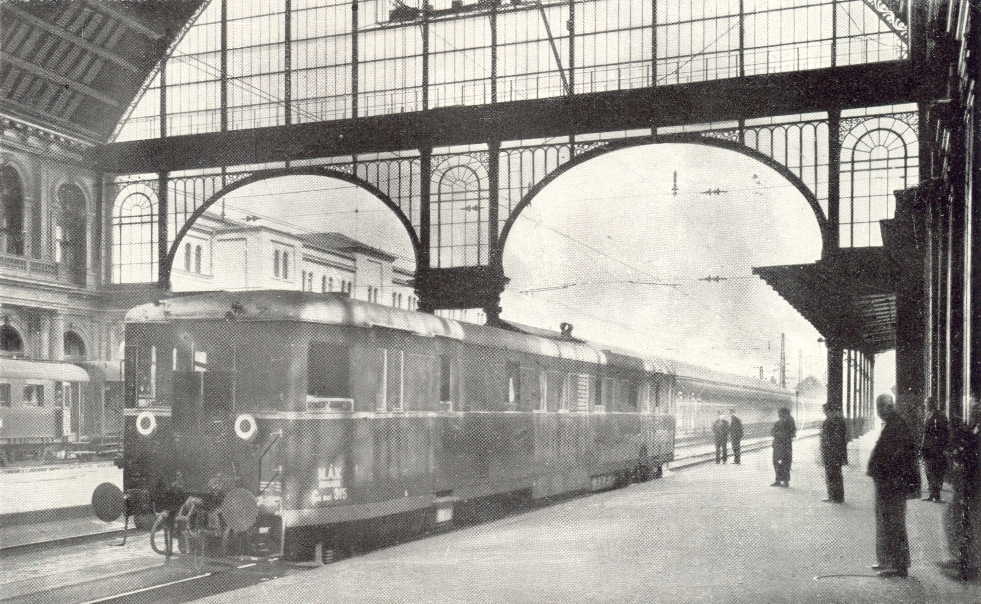
Camot 315 am Budapester Südbahnhof (1934)

Die Triebwagen entstanden als Reaktion der MÁV auf den stetigen Fahrgastschwund in der Zeit um 1930 und waren für den Ersatz von Dampflokomotiven auf weniger frequentierten Strecken gedacht. Das Leistungsprogramm sah die Beförderung von zwei vierachsigen Schnellzugwagen von je 40 t Gewicht mit 90 km/h oder acht zweiachsigen Personenzugwagen mit je 20 t Gewicht mit 60 km/h bei sehr guten Laufeigenschaften vor. Dafür waren sie zur Erzielung einer hohen Reibungslast ursprünglich mit vier angetriebenen Achsen in zwei Drehgestellen ausgerüstet.
Über die Fahrzeuge ist so gut wie nichts aus dem Betriebseinsatz zu erfahren. Offensichtlich ist es in der Zeit nach 1935 wieder zu einer Erholung des Zugverkehrs gekommen, denn von ihnen wurden lediglich zwei Fahrzeuge gebaut. In der Literatur wurde lediglich erwähnt, dass die Fahrzeuge 1946 umgebaut wurden, dabei wurde eine Antriebsanlage entfernt, und beide Wagen wurden nur noch mit der Achsfolge B'2' weiterbetrieben. Der Triebwagen wurde dabei von der Maschinenanlage Triebwagen angeglichen, die 1935 und 1937 an die GySEV (dort Ma 4 und Ma 5, später ABamot 6 und 7) geliefert worden waren. Ob sie bei diesem Zusammenhang gleichzeitig von der GySEV übernommen wurden, ist nicht bekannt. Ausmusterungsdaten der Fahrzeuge sind nicht bekannt. Bei den GySEV-Triebwagen ist erwähnt, dass sie 1961 noch umgebaut wurden.

## Technische Merkmale

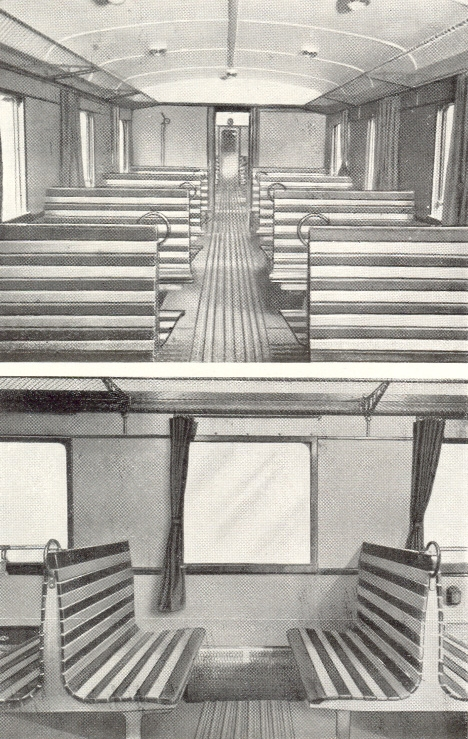
Innenraum (1934)

Der Wagenkasten war in Leichtbauweisen nach der Spantenbauart in Schweißkonstruktion hergestellt. An beiden Wagenenden waren die Maschinenräume angebracht, die als Führerstand bzw. Gepäckraum dienten. In den Wagenboden waren hier Klappen zur besseren Zugänglichkeit der Maschinenanlage eingelassen. Die Stirnfenster der Führerstände bestanden aus Sicherheitsglas. Hinter den Maschinenräumen waren je zwei Einstiegsräume, zwischen denen jeweils zwei durch Trennwände und Übergangstüren abgetrennte Fahrgasträume in der dritten Klasse in Großraumbauweise vorhanden waren. Zwischen beiden Abteilen befand sich ein ebenfalls durch Zwischenwand abgetrennter Zwischenraum, in ihm waren eine Toilette und ein Dampfheizkessel für die Wagenheizung aufgestellt. Die Bestuhlung war durchgängig in der Holzklasse ausgeführt. Die Triebdrehgestelle waren ebenfalls eine Schweißkonstruktion und der MÁV-Baureihe Árpád entsprechend, bis auf dem Umstand, dass bei der Reihe Camot beide Achsen angetrieben waren. Der Zug war mit einer normgerechten Zug- und Stoßeinrichtung ausgerüstet.
Als Maschinenanlage war ebenfalls die des Árpád verwendet worden. Die Füllungsregelung der Dieselmotoren und die Steuerung des Fünfgang Wechselgetriebes bzw. des Wendegetriebes geschahen pneumatisch durch Fernsteuerung. Bedarfsweise konnte ein Motor bei geringerer Last ausgeschaltet werden. Bei einem Umbau der Triebwagen 1946 wurden, wie gesagt, eine Antriebsanlage entfernt, sodass der Triebwagen nur noch mit der Achsfolge B'2' verkehrte. Inwieweit die Fahrzeuge dabei stärkere Motoren erhielten, geht aus der Literatur nicht hervor. Die Heizungs-, Lüftungs- und elektrische Einrichtung entsprach ebenso der des Árpád. Es bestand außerdem dem die Möglichkeit, einen zweiten Triebwagen vom vorderen Führerstand aus über Vielfachsteuerung anzusteuern. Zur Zugbeheizung diente ein selbständiger Dampfkessel mit Ölfeuerung, er bestand aus einem primären und einem sekundären Teil. Im Primärteil wurde Dampf mit einem Druck von 10 bar erzeugt, der in einem geschlossenen System des Sekundärteiles stündlich 300 kg Heizdampf mit einem Druck von 5 bar bereitstellte. Im Primärteil zirkulierte das Kesselwasser, es war enthärtet. Der Feuerungsraum des Heizkessels war unter dem Kessel im Untergestell des Wagens platziert und war mit Schamotte ausgekleidet sowie wassergekühlt. Für die Dampferzeugung besaß der Triebwagen mehrere Wasserbehälter, die zwischen den Drehgestellen am Untergestell aufgehängt waren.